# Distrito de Bülach
Bülach é um distrito da Suíça, localizado no cantão de Zurique. Tem 185,19 km² de área e sua população em 2019 foi estimada em 154.743 habitantes. Sua sede é a comuna de Bülach.

## Comunas
Bülach está composto por um total de 22 comunas:
| Comunas            | População (31 de dezembro de 2019) | Área, km² |
| ------------------ | ---------------------------------- | --------- |
| Bachenbülach       | 3,743                              | 4.25      |
| Bassersdorf        | 11.824                             | 9.02      |
| Bülach             | 21.372                             | 16.09     |
| Dietlikon          | 7.847                              | 4.26      |
| Eglisau            | 5.339                              | 9.07      |
| Embrach            | 9.421                              | 12.72     |
| Freienstein-Teufen | 2.389                              | 8.32      |
| Glattfelden        | 5.217                              | 12.35     |
| Hochfelden         | 1.982                              | 6.16      |
| Höri               | 2.872                              | 4.85      |
| Hüntwangen         | 1.057                              | 4.97      |
| Kloten             | 20.130                             | 19.28     |
| Lufingen           | 2.417                              | 5.22      |
| Nürensdorf         | 5.602                              | 10.09     |
| Oberembrach        | 1.121                              | 10.20     |
| Opfikon            | 21.014                             | 5.61      |
| Rafz               | 4.661                              | 10.74     |
| Rorbas             | 2.885                              | 4.44      |
| Wallisellen        | 16.841                             | 6.50      |
| Wasterkingen       | 563                                | 3.95      |
| Wil                | 1.474                              | 8.94      |
| Winkel             | 4.535                              | 8.16      |
| Total              | 154.743                            | 154.743   |